# Глухе
Глухе́ — село в Україні, у Нікопольському районі Дніпропетровської області. Входить до складу Мирівської сільської громади.
До 2017 року орган місцевого самоврядування — Виводівська сільська рада. Населення — 288 мешканців.

## Географія
Село Глухе знаходиться на відстані 2 км від сіл Долинське і Українське (нежиле). По селу протікає пересихаючий струмок з загатою.

## Економіка
- Басанський кар'єр (видобуток марганцевої руди відкритим способом).
- Шахта №8 (видобуток марганцевої руди підземним способом).

## Об'єкти соціальної сфери
- Початкова школа зі спортивним залом.
- Дитячий садочок.
- ФАП.